# Зубов, Василий Степанович
Василий Степанович Зубов (22 февраля 1915, Плотавец, Курская губерния — 30 августа 1995, Дзержинск) — забойщик шахты им. Дзержинского треста «Дзержинскуголь», Донецкая область, Герой Социалистического Труда.

## Биография
Родился 22 февраля 1915 года в селе Плотавец (ныне — Корочанского района Белгородской области) в крестьянской семье. В голодомор 1932 года в семнадцатилетнем возрасте подался в Донбасс и остановился в посёлке Щербиновского рудника (ныне г. Торецк Донецкой области).
Приняли подростка лампоносом на шахту «Центральная» (ныне имени Дзержинского), со временем он освоил профессии коногона, лесогона и костерщика, а потом в совершенстве овладел профессией крепильщика.
С началом войны призван на фронт. В танковом сражении на Курской дуге связист Василий Зубов был тяжело ранен, но, пройдя длительный курс лечения в многочисленных госпиталях, вновь возвратился в строй и дошел до Берлина. Его боевые заслуги отмечены множеством правительственных наград.
В конце 1945 года возвратился в Дзержинск, а уже в начале 1946 года приступил к работе на шахте имени Дзержинского. Учитывая его опыт крепильщика, руководство шахты поручило Василию Степановичу сформировать и возглавить бригаду для восстановления горных выработок по завалам.
В это время на шахте действующими были верхние горизонты 220 и 316 метров, горизонты 516 и 616 метров откачивались от затопления, требовалась скоростная проходка по завалам для восстановления действующей линии очистных забоев. Бригада Зубова сначала проходила 30 метров в месяц, затем 50 и 60 метров готового штрека.
В 1949 году Василий Степанович Зубов в числе первых горняков города был удостоен звания «Почётный шахтер СССР». С этого же года он перешёл добывать уголь в забое, здесь добивался высоких показателей выработки — две нормы в смену.
В 1957 году забойщику Василию Степановичу Зубову было присвоено звание Героя Социалистического Труда с вручением ордена Ленина и золотой медали «Серп и Молот».
С внедрением механизированной углевыемки Василий Степанович стал машинистом комбайна и возглавлял бригаду механизаторов. Из бригады Зубова вышли знатные забойщики и механизаторы, орденоносцы Анатолий Кириллович Павловский, Василий Моисеевич Ханько, Николай Пантелеевич Уманец. Учениками Зубова Василия Степановича считают себя кавалер 3-х орденов Ленина, Трудового Красного Знамени и «Дружбы народов» Славий Гаврилович Данилин и кавалер ордена Трудовой Славы 3-х степеней Холостых Николай Михайлович, который пятилетнее задание перекрыл в три раза.
За высокие производственные показатели в труде и активную общественную деятельность одному из первых в 1965 году Василию Степановичу Зубову было присвоено звание «Почётный гражданин города Торецка».
Умер Василий Степанович в августе 1995 года, похоронен на кладбище города Торецка.